# Mohsen Kadivar
Mohsen Kadivar (en persan : محسن کدیور, né le 8 juin 1959) est un philosophe iranien, intellectuel réformiste et professeur d'études islamiques. Dissident politique iranien, Kadivar est un critique virulent de la prééminence en Iran du pouvoir clérical. 

## Biographie
Le père de Mohsen Kadivar passe du temps dans les prisons du shah pour raisons politiques. Emprisonné brièvement lui aussi, Mohsen Kadivar est d'abord un partisan de la révolution islamique de 1979.
Kadivar réalise des études d'ingénieur électrique à Chiraz, avant de quitter l'université pour suivre une formation religieuse au séminaire chiite de Qom,, en particulier dans le domaine de la jurisprudence islamique (fiqh), au terme desquelles il devient en 1984 un mollah. Il reçoit de l'ayatollah Hossein Ali Montazeri son certificat d'ijtihad, distinction qui garantit son aptitude à interpréter les textes sacrés pour en déduire les règles de jurisprudence,. 
Il obtient un doctorat en philosophie et théologie islamiques à l'université Tarbiat Modarres de Téhéran en 1999 pour une thèse sur Agha ‘Ali Modarres Tehrani, sous la direction de Gholam Hossein Ebrahimi Dinani (en). À partir de 1992, il enseigne à l'université Tarbiat Modarres,. Il publie plusieurs articles sur la théorie de l'imamat qui lui valent en 1998 une interdiction d'enseigner à l'université Imam Sadegh de Téhéran.
Kadivar a purgé une peine de  18 mois de prison en Iran pour son activisme politique et ses convictions. On lui reproche notamment son discours « The Chari'a prohibition against terror ». En 1999, il est enfermé à la prison d'Evin. Il continue cependant de dénoncer le régime, aussi tyrannique selon lui que l'était celui du shah. Il ne milite pas pour le renversement du régime, mais pour une république islamique qui soit plus démocratique. Islam et démocratie sont compatibles, déclare-t-il en 2000, mais le Guide suprême, Ali Khamenei, concentre à lui seul trop de pouvoirs. En 2007, il fait l'objet d'une interdiction de quitter l'Iran. Il peut cependant se rendre aux États-Unis l'année suivante, à l'invitation de l'université de Virginie. À partir de 2009, il est chercheur à l'Université Duke en Caroline du nord. En 2010, son livre Shari’iat wa Siyasat (Chari'a et politique) ne reçoit pas l'autorisation d'être publié. Tous ses livres sont interdits en Iran.

## Positions

### Critique de la théocratie iranienne
Lui-même clerc chiite, il pourrait revendiquer le titre d'ayatollah, mais s'en abstient. Sa formation au séminaire de Qom lui permet d'adopter sur la théocratie iranienne un point de vue critique sur un sujet dont il a une connaissance approfondie. C'est ce qui le rend redoutable aux yeux des partisans du régime iranien : il retourne contre la République islamique ses propres armes, à savoir la religion. Yasuyuki Matsunaga le range, parmi les penseurs réformistes iraniens, dans la catégorie des « postrevivalistes », qui se distinguent du fait qu'ils sont issus du clergé chiite. 
Kadivar est un juriste théologien, et construit sa vision d'une structure politique réformiste pour l'Iran, s'appuyant notamment sur la critique virulente du principe de Velayat-e Faqih, la tutelle du juriste islamique, introduite par l'Ayatollah Khomeini et intégrée dans la constitution iranienne. C'est un ardent défenseur des réformes démocratiques et libérales en Iran. Il défend le mouvement vert en 2009. Dans un entretien au quotidien Spiegel, il constate l'échec de « cette forme de théocratie » et affirme son soutien au candidat réformiste Mousavi contre le président Ahmadinejad. 

### Les droits humains en Iran
La révolution de 1979, voulue par le peuple iranien, a selon lui été confisquée par les mollahs. Il critique le concept du Velayat-e Faqih, le guide suprême dont il conteste l'infaillibilité. Il relève des contradictions entre la vision traditionnelle de l'islam et les normes du monde moderne, notamment en ce qui concerne les droits des femmes. 
Il livre son analyse des droits des femmes au regard des sources islamiques dans « Revisiting women's rights in islam : egalitarain justice in lieu of deserts-based justice ». Il recense des versets du Coran qui recommandent une inégalité de traitement aux dépens des femmes, par exemple sur le droit d'hériter, de divorcer. Le Coran, selon lui, a en vue la justice. Mais ces versets reposent sur une conception proportionnelle de la justice, fondée sur les capacités et les mérites. Cette conception, proche de la notion de justice distributive, dont Aristote se sert pour justifier l'esclavage, ne convient plus au monde moderne. Il faut lui substituer une justice fondée sur l'égalité. Kadivar exploite ici la distinction entre les versets à valeur immuable de ceux liés à un contexte temporel. Les versets qui justifient un traitement inégal doivent être vus comme des étapes provisoires. La volonté de Dieu ne pouvait être appliquée d'un coup. Il a fallu que son prophète, Mahomet, compose avec la réalité de son temps. C'est pourquoi il a promulgué les règles qui pouvaient être acceptées à son époque. Mais l'idée d'une justice fondée sur l'égalité fondamentale de tous les êtres humains semble à Kadivar davantage conforme à l'esprit du Coran, tandis que la justice proportionnelle, fondée sur une supposée différence de capacités, conduit à ce que l'on considère aujourd'hui comme de la discrimination. 
Les droits humains deviennent un sujet de préoccupation croissante à ses yeux. Sa réflexion est alimentée par le meurtre de plusieurs opposants à la fin des années 1990 (en) puis par l'attentat, en 2000, contre le penseur réformiste Saïd Hajjarian (en), dont les idées sont proches des siennes. Il publie son article « Freedom of Belief and Religion in Islam » après que le penseur Hasan Yousefi Eshkevari (en) soit déclaré apostat, en 2001. Dans ce texte, il dénonce la criminalisation de l'apostasie. La foi étant, selon lui, une affaire de cœur, aucune contrainte en ce domaine n'est acceptable ni même possible. Le prétendu crime d'apostasie n'a aucun fondement coranique. 

### «From traditional islam to spiritual islam»
Dans « From traditional islam to spiritual islam », publié initialement comme un chapitre du livre Tradition and Secularism, il se fait l'avocat d'un islam spirituel. Il déplore que le régime iranien favorise une religiosité extérieure aux dépens de la spiritualité authentique. Il constate des contradictions entre les prescriptions traditionnelles de l'islam et les exigences de la modernité. Il examine d'un point de vue critique deux solutions pour surmonter ces contradictions puis propose la sienne. 
La première est celle proposée par des penseurs chiites du début du XXe siècle, comme Muhammad Hossein Naini, qui distinguent, parmi les commandements exprimés dans les sources islamiques, des prescriptions invariables, qui valent de toute éternité, et des prescriptions liées à un contexte socio-historique, qui peuvent être adaptées aux circonstances. Cette première approche n'est pas entièrement satisfaisante car elle ne propose de solution que lorsqu'il y a conflit entre les commandements variables et le contexte contemporain. Elle laisse sans solution les cas où le conflit avec la modernité concerne des commandements invariables. La seconde approche est celle de l'ayatollah Khomeiny. Celui-ci recommande de confier au velayat al-faqih, le jurisconsulte gouvernant, le pouvoir de changer n'importe quelle disposition de la loi islamique, qu'elle soit variable ou non. Cette deuxième approche présente l'inconvénient majeur de faire reposer tout l'édifice de la loi sur le seul jugement personnel du Guide suprême. 
Kadivar reprend la distinction entre commandements immuables et variables. Mais il propose de re-catégoriser les commandements considérés comme invariables lorsqu'ils sont en conflit avec les exigences de raison et de justice. C'est pour lui le signe qu'ils ne sont pas valables en tout temps et en tout lieu. Il estime en outre que non seulement les juristes musulmans, mais aussi les chercheurs spécialistes en sciences humaines, sont aptes à distinguer les commandements qui satisfont aux critères de justice et de rationalité. 
Pour autant, il ne va pas jusqu'à déclarer que la foi est une affaire privée. Il cherche à concilier islam et modernité. C'est pourquoi il n'est pas favorable à la laïcité conçue sur le modèle français, car elle revient pour lui à privilégier la modernité contre l'islam. S'il milite pour la séparation des institutions religieuses et politiques, il n'est pas pour autant favorable à une complète séparation de la religion et de la politique.  
En 2016, avec un groupe d'intellectuels iraniens, dont Sedigheh Vasmaghi, il dénonce la condamnation d'Ahmad Montazeri, pour avoir publié des informations sur les exécutions de prisonniers politiques en 1988. 

## Publications
- The Compilation of the Works of the Sage & Originator Agha Ali Mudarris Tehrani (Ettela’at, 1999)[17] ;
- Siyāsat-nāme-ye Ḫorāsānī (« L'œuvre politique de Mohammad Kazem Khorasani »), 2006[18] ;
- The Theories of State in the Shiite Jurisprudence, qui forme une trilogie avec les deux suivants[19] ;
- Government by mandate (Hokumat e Velai) ;
- Government by appointment (Hokoumat e Entesabi)
- « From traditional Islam to Islam as an end of itself » in Die Welt des Islams (2011)[20] (lire en ligne);
- Revisiting women's rights in Islam : "egalitarian justice" in Lieu of "desert-based justice"  In Z. Mir-Hosseini (Ed.), Gender and equality in Muslim family law: Justice and ethics in the Islamic legal tradition (pp. 213–237). London: I.B Tauris, 2013[21] (lire en ligne);
- « Routinizing the Iranian Revolution » in Islam in the Modern World, Routledge, New York, 2014, pp. 351-368 ;
- Human Rights and Reformist Islam (Edinburgh University Press, 2021)[22] ;
- Blasphemy and Apostasy in Islam : Debates on Shi’a Jurisprudence (Edinburgh University Press, 2021)[23].